# Csapó András
Csapó András (Budapest, 1991. augusztus 17. –) magyar dokumentumfilmes, rendező, operatőr, fotóművész.

## Élete
Gyerekkora óta érdekelte a fotózás, a filmezés és a messzi kultúrák világa. Első diplomáját 2015-ben a Szegedi Tudomány Egyetemen szerezte Környezettan szakon. Ezt több évnyi utazás és útkeresés követte, miközben megismerkedett a vizuális művészetek alapjaival. Mester diplomáját 2017- ben, az ELTE Tudománykommunikáció szakán szerezte, ahol megtanulta a dokumentumfilm-készítés alapjait.
Ezután Indonéziában készített két társával egy négyrészes dokumentumfilm sorozatot, amely különleges törzsek életét mutatta be. Pár évvel később újabb expedíciós dokumentumfilm következett. Thaiföldön forgatott dokumentumfilmet a turizmusban használt elefántokról, amellyel a magyar sajtó is sokat foglalkozott, és  több nemzetközi díjat is megnyertek. (3. Krakkow Green Film Festival, Italia Green Film Festival, International Film Fest Gödöllő, Bangkok International Documentary Awards). 2021-ben kezdte el a Magyar hangja című magyar dokumentumfilm rendezését.

## Filmjei
- Indonézia 4 arca – Dokkumentumfilm-sorozat

1. rész: TORAJA – Életük a haláluk
2. rész: BAJO – A tenger gyermekei
3. rész: MENTAWAI – Dzsungelben szülöttek
4. rész: BALI Látható és láthatatlan

- Szolgalelkű Óriások – Dokumentumfilm
- Magyar hangja – Dokumentumfilm
- Unkarin kulttuurisota - Finn dokumentumfilm (operatőr)

## Díjai
- 1. helyezett BEST FEATURE DOCUMENTARY kategóriában a Phoenix of Sarajevo International Tourism Film fesztiválon (Bosznia-Hercegovina)
- 1. helyezett a Göcsej Filmszemlén
- 2. helyezett a DOKUMENTUMFILM kategóriában az ART&TUR International Tourism Film fesztiválon (Portugália)
- 3. helyezett a DOKUMENTUMFILM TV és FÜGGETLEN FILM kategóriában + NEMZETKÖZI ZSŰRI KÜLÖNDÍJA a Gödöllői International Nature Film fesztiválon
- Nézői különdíj az AUDIENCE AWARD az 5. Krakkói Green Film fesztiválon (Lengyelország)
- Hónap legjobb filmje a Changing Face International Film fesztiválon (USA)
- Tiszteletdíj az ITALIA GREEN FILM fesztiválon (Olaszország)